# Otto Kahler
Otto Kahler (ur. 8 stycznia 1849 w Pradze, zm. 24 stycznia 1893 w Wiedniu) – austriacki lekarz internista.
Urodził się i studiował w Pradze uzyskując doktorat w 1871 roku. Pamiętany jest najlepiej za jeden z pierwszych opisów symptomatologii szpiczaka mnogiego, określanego niekiedy jako choroba Kahlera. Ponadto, dokonał kilku istotnych odkryć na polu neurologii, m.in. opisał jamistość rdzenia i określił, razem z Arnoldem Pickiem, przebieg szlaku rdzeniowo-wzgórzowego w rdzeniu kręgowym (tzw. prawo Kahlera-Picka). W 1889 roku przeniósł się do Wiednia, zachorował na raka języka i zmarł w 1893 roku w wieku 44 lat.
Jego synem był otorynolaryngolog Otto Kahler (1878-1946).